# Френдеруп, Никлас
Никлас Френдеруп (англ. Nicklas Frenderup; 14 декабря 1992 года, Копенгаген, Дания) — датский и тринидадский футболист, вратарь.

## Карьера
Начинал свою карьеру в датских командах из низших лиг. В 2018 году играл в норвежском клубе Первого дивизиона «Саннес Ульф». Летом 2019 года голкипер после небольшого перерыва вновь вернулся в эту страну.

## Сборная
Несмотря на то, что Никлас Френдеруп родился в Дании, он решил выступать за сборную Тринидада и Тобаго. Впервые в ее ряды он был вызван в ноябре 2018 года на товарищеский матч с Ираном. Через год он дебютировал за национальную команду в товарищеской игре против сборной Ангильи, закончившейся победой тринидадцев с рекордным для себя счетом 15:0. В историческом поединке Френдеруп появился на поле на 46-й минуте вместо другого вратаря Марвина Филлипа.